# Mika Vukona
Mika Vukona (Suva, 13 maggio 1982) è un ex cestista e allenatore di pallacanestro figiano con cittadinanza neozelandese.

## Carriera
Con la Nuova Zelanda ha disputato tre edizioni dei Campionati mondiali (2006, 2010, 2014) e sei dei Campionati oceaniani (2005, 2007, 2009, 2011, 2013, 2015).